# Mierków
Mierków (Duits: Merke) is een plaats in het Poolse district  Żarski, woiwodschap Lubusz. De plaats maakt deel uit van de gemeente Lubsko en telt 310 inwoners.